# Australian Dictionary of Biography
O Australian Dictionary of Biography é uma empresa nacional fundada e mantida pela Universidade Nacional Australiana (ANU) para produzir artigos biográficos sobre pessoas importantes na história da Austrália.